# Mistrzostwa Oceanii w Zapasach 2007
Mistrzostwa Oceanii w zapasach w 2007 odbyły się w dniach 2–4 marca w Hamilton (Nowa Zelandia). W tabeli medalowej tryumfowali zapaśnicy z Australii.

## Wyniki

### Styl klasyczny
| Konkurencja         | Złoto            | Srebro         | Brąz              |
| Kategoria do 55 kg  | Elgin Elwais     | Shane Parker   | ----              |
| Kategoria do 60 kg  | Stephan Jaeggi   | Farzad Tarash  | Iki Ekeroma       |
| Kategoria do 66 kg  | James Lord       | Aron Miller    | Uati Iutana       |
| Kategoria do 74 kg  | Hassan Shahsavan | Keitani Graham | Kesta McLaugillan |
| Kategoria do 84 kg  | Jeffrey Cobb     | Stephen Hill   | Faamanu Falo      |
| Kategoria do 96 kg  | Iwan Popow       | Joe Moody      | Dave McIntyre     |
| Kategoria do 120 kg | Neal Kranz       | Sean Mansfield | ----              |

### Styl wolny
| Konkurencja         | Złoto           | Srebro           | Brąz                            |
| Kategoria do 55 kg  | Farshad Tarash  | Elgin Parker     | Shane Parker                    |
| Kategoria do 60 kg  | Stephan Jaeggi  | Farzad Tarash    | Iki Ekeroma                     |
| Kategoria do 66 kg  | Gentian Balashi | Aron Miller      | James Lord                      |
| Kategoria do 74 kg  | Ali Abdo        | Keitani Graham   | Kesta McLaughlan Sayed Naeinian |
| Kategoria do 84 kg  | Jeffrey Cobb    | Daniel Opdam     | Stephen Hill                    |
| Kategoria do 96 kg  | Joe Moody       | John Tarkong     | Patryk Karpiesiuk               |
| Kategoria do 120 kg | Denis Roberts   | Faʻafetai Iutana | Hardip Bassi                    |

### Styl wolny - kobiety
| Konkurencja        | Złoto      | Srebro       | Brąz |
| Kategoria do 55 kg | Sian Law   | Kyla Bremner | ---- |
| Kategoria do 63 kg | Maria Dunn | Lin Donevska | ---- |

Kyla Bremner w wadze 51 kg i Rhea Duff w wadze 72 kg z Australii, były jedynymi zgłoszonymi zawodniczkami w swoich kategoriach i nie zostały uwzględnione w tabeli jako złote medalistki.

## Tabela medalowa
Gospodarz mistrzostw został zaznaczony kolorem.
| Poz. | Państwo       |    |    |    | Łącznie |
| ---- | ------------- | -- | -- | -- | ------- |
| 1    | Australia     | 8  | 6  | 6  | 20      |
| 2    | Guam          | 4  | 0  | 0  | 4       |
| 3    | Nowa Zelandia | 3  | 5  | 3  | 11      |
| 4    | Palau         | 1  | 2  | 0  | 3       |
| 5    | Mikronezja    | 0  | 2  | 0  | 2       |
| 6    | Samoa         | 0  | 1  | 4  | 5       |
|      | Łącznie       | 16 | 16 | 13 | 45      |